# لیپن (روستای بلغارستان)
لیپن (به بلغاری: Lipen) روستایی در بلغارستان است که در شهرستان مونتانا واقع شده‌است.